# Marta Vieira da Silva
Marta Vieira Da Silva (Dois Riachos, Alagoas, 19 de febrero de 1986) es una futbolista brasileña que juega como delantera en el Orlando Pride de la National Women's Soccer League de los Estados Unidos.
Fue considerada por la Revista Época una de las 100 personas brasileñas más influyentes del año 2009. 
Ha ganado el premio a Mejor jugadora del mundo por la FIFA 6 veces en total (2006, 2007, 2008, 2009, 2010 y 2018). Es la máxima goleadora histórica de la Selección Brasileña y de la Copa Mundial Femenina con 17 goles superando a la alemana Birgit Prinz. También es la jugadora con más goles en los mundiales de fútbol, superando al alemán Miroslav Klose.
El 15 de enero de 2024, Marta recibió un Premio The Best FIFA en reconocimiento a su destacada trayectoria. Además, se anunció la creación del Premio Marta para la próxima edición de la premiación. Este nuevo galardón reconocerá al mejor gol femenino, siguiendo el ejemplo del Premio Puskás, que se otorga al mejor gol masculino.

## Trayectoria

### Inicio profesional
Marta fue descubierta por la entrenadora brasileña Helena Pacheco cuando tenía 14 años. Después de jugar como juvenil en el Centro Sportivo Alagoano, Marta inició la carrera profesional en el Vasco da Gama en 2000. Después de dos años en el equipo de cruzmaltino, se trasladó al Santa Cruz-MG, donde jugaría dos temporadas más, antes de recalar en el Umeå IK, de Suecia. 

### Umea IK
Marta se incorporó al Umeå IK antes de la temporada 2004, durante la cual el Umeå alcanzó la final de la Copa Femenina de la UEFA , con una victoria global de 8-0 contra el Frankfurt, con tres goles de Marta en los dos partidos. 

La temporada 2007 fue relativamente exitosa para el Umeå, ya que el club ganó la liga, donde terminó con nueve puntos de ventaja sobre el Djurgården, y la Copa de Suecia, derrotando al AIK por 4-3 en un partido en el que Marta anotó un hat-trick, el último gol (ganador) llegó a tres minutos del final. Marta anotó 25 goles en la liga, terminando a un gol de la máxima goleadora Lotta Schelin. En la Copa de la UEFA Femenina llegaron a la final por cuarta vez, pero sufrieron una decepción, perdiendo 1-0 en el global contra el Arsenal .

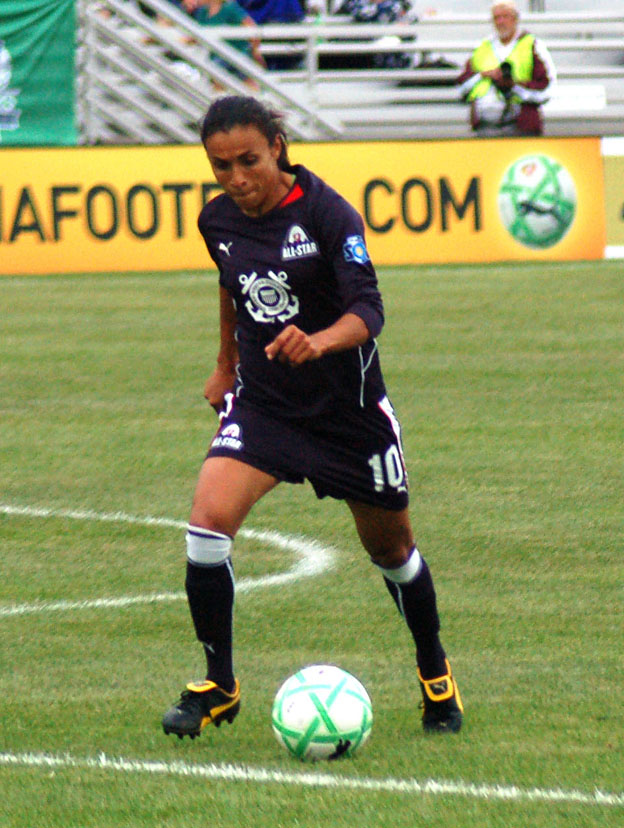
Marta en el partido de All-Stars 2009.

### Los Angeles Sol
Tras el final de la temporada, en Umea IK surgieron especulaciones sobre el futuro de Marta. El 12 de enero de 2009, durante la rueda de prensa que antecedió a la entrega de los premios del Jugador Mundial de la FIFA 2008, anunció su traspaso a Los Angeles Sol de los Estados Unidos.
Sobre su fichaje, dijo: "Para mí, lo más importante es estar en un lugar donde juegan las mejores jugadoras del mundo, y eso es lo que intentan hacer aquí. La Liga Americana está considerada una de las mejores del mundo, así que tenía que venir ahora".
Marta fue la máxima goleadora de la liga en la temporada 2009 con diez goles y tres asistencias. El Sol fue campeón de la temporada regular y llegó a la final del Campeonato WPS, donde perdió 1-0 ante el Sky Blue FC.

### Santos
El 1 de agosto de 2009 el Fútbol Santos anunció su contratación durante tres meses (durante el descanso de la Women's Professional Soccer hasta el final de 2009). El 10 de septiembre fue presentada en el club, su debut fue el 16 de septiembre en el partido amistoso contra el Futebol Comercial-MS de Campo Grande. Durante su estancia en el Santos ganó la Copa Libertadores Femenina 2009 y la Copa de Brasil de Fútbol Femenino. 

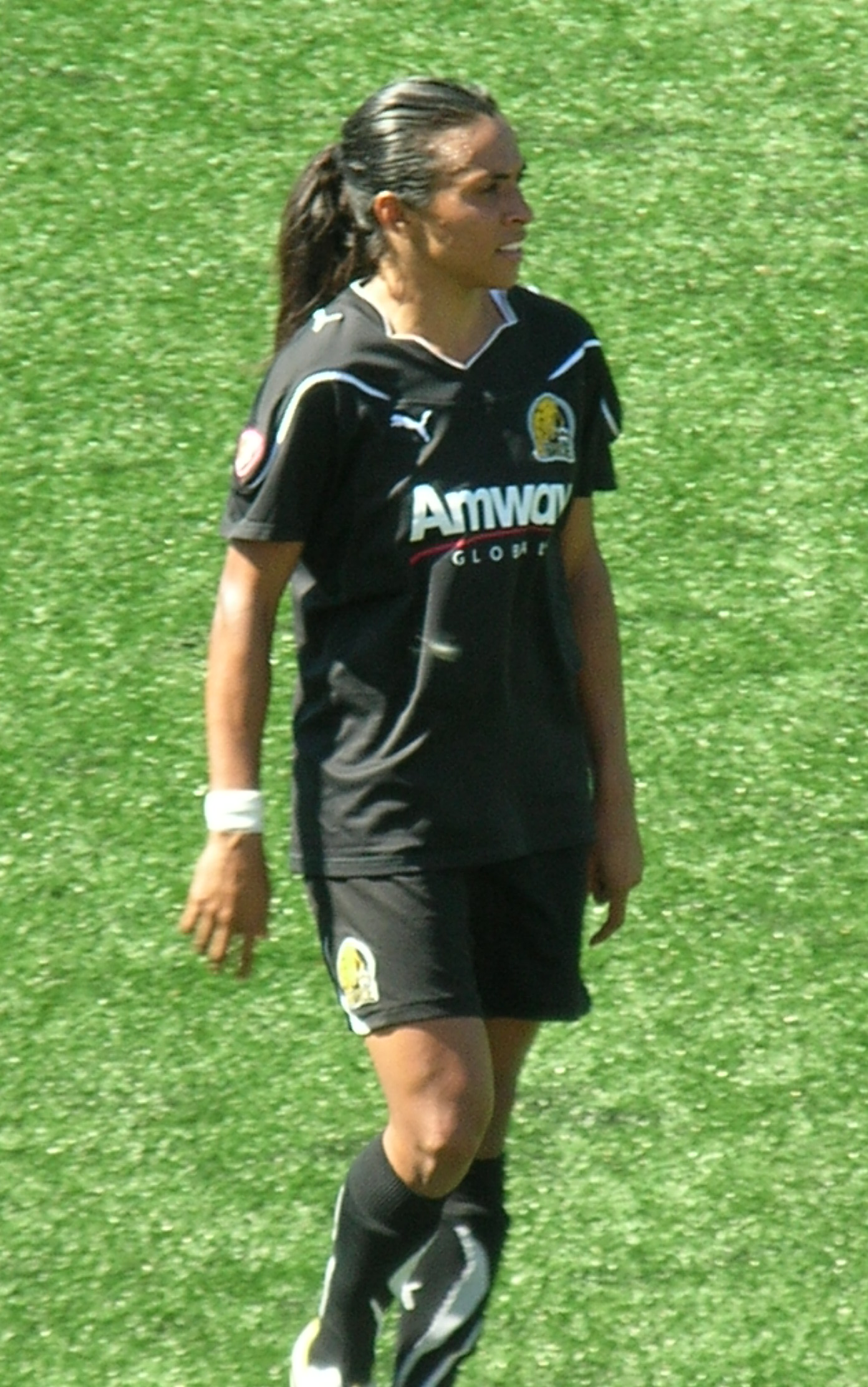
Marta jugando para FC Gold Pride en el Campeonato WPS 2010

### FC Gold Pride
Después del cierre de la franquicia de Los Angeles Sol, Marta quedó disponible para el draft. El equipo de nueva creación, Atlanta Beat, tras un acuerdo con el St. Louis Athletica, cambió su posición de elección a cambio de algunas jugadoras. St.Louis Athletica seleccionó a Shannon Boxx, centrocampista de la Selección de Estados Unidos. Philadelphia Independence seleccionó a la guardameta Karina LeBlanc y finalmente, el FC Gold Pride escogió a Marta para reforzar su equipo.

### Regreso a Santos
El 16 de diciembre de 2010, Marta volvió al Santos.  La junta directiva intentó negociar para que el club dispute la Women's Professional Soccer de Estados Unidos en 2011. Sin embargo, de acuerdo con el reglamento de la competencia, el club tendría solo cinco jugadoras brasileñas: Marta y cuatro más. Las otras jugadoras serían de Estados Unidos.

### Western New York Flash
El 25 de enero de 2011, la delantera se unió a su tercer equipo de la WPS en tres años, el Western New York Flash, que se hizo cargo del tercer año de su contrato con el Gold Pride. Los 2 goles y las 4 asistencias de Marta fueron una contribución clave para las 3 victorias y 1 empate con el que el equipo inicio la temporada 2011.
Marta llevó al equipo a ganar el título de la temporada regular, anotando su décimo gol de la temporada en la victoria 2-0 sobre el Atlanta Beat, encaminándose a ganar su tercer premio PUMA Golden Boot consecutivo. La estrella del fútbol brasileño superó a su compañera del Flash Christine Sinclair, teniendo un mejor promedio de goles por juego.

### Tyresö FF
Al cancelarse la temporada 2012 de la WPS, Marta decidió regresar a la Damallsvenskan sueca. El 22 de febrero de 2012, firmó un contrato de dos años con el Tyresö FF. Los dueños del club afirmaron que su salario de alrededor de $400.000 dólares por temporada fue pagado por patrocinadores externos y no por el club. Tyresö ganó la Damallsvenskan por primera vez en 2012 y Marta conquistó su quinto título de liga. Anotó dos goles en la derrota del Tyresö por 4-3 ante el Wolfsburgo en la final de la Liga de Campeones de 2013-14.
Tyresö había sufrido una implosión financiera en 2014 y se retiró de la temporada 2014 de la Damallsvenskan, convirtiendo a todas sus jugadoras en agentes libres. El Consejo de Administración de la provincia de Estocolmo publicó los salarios de las jugadoras, mostrando que Marta era la que más ganaba con 168 000 SEK al mes.
A medida que se difundieron las noticias de las dificultades financieras de Tyresö, Marta había sido vinculada con un traslado al Avaldsnes IL noruego. Pero el presidente de este club advirtió que la jugadora tendría que aceptar un recorte salarial sustancial. También se informó de un interés del Paris Saint-Germain con Marta y su compañera de equipo en Tyresö, Caroline Seger.

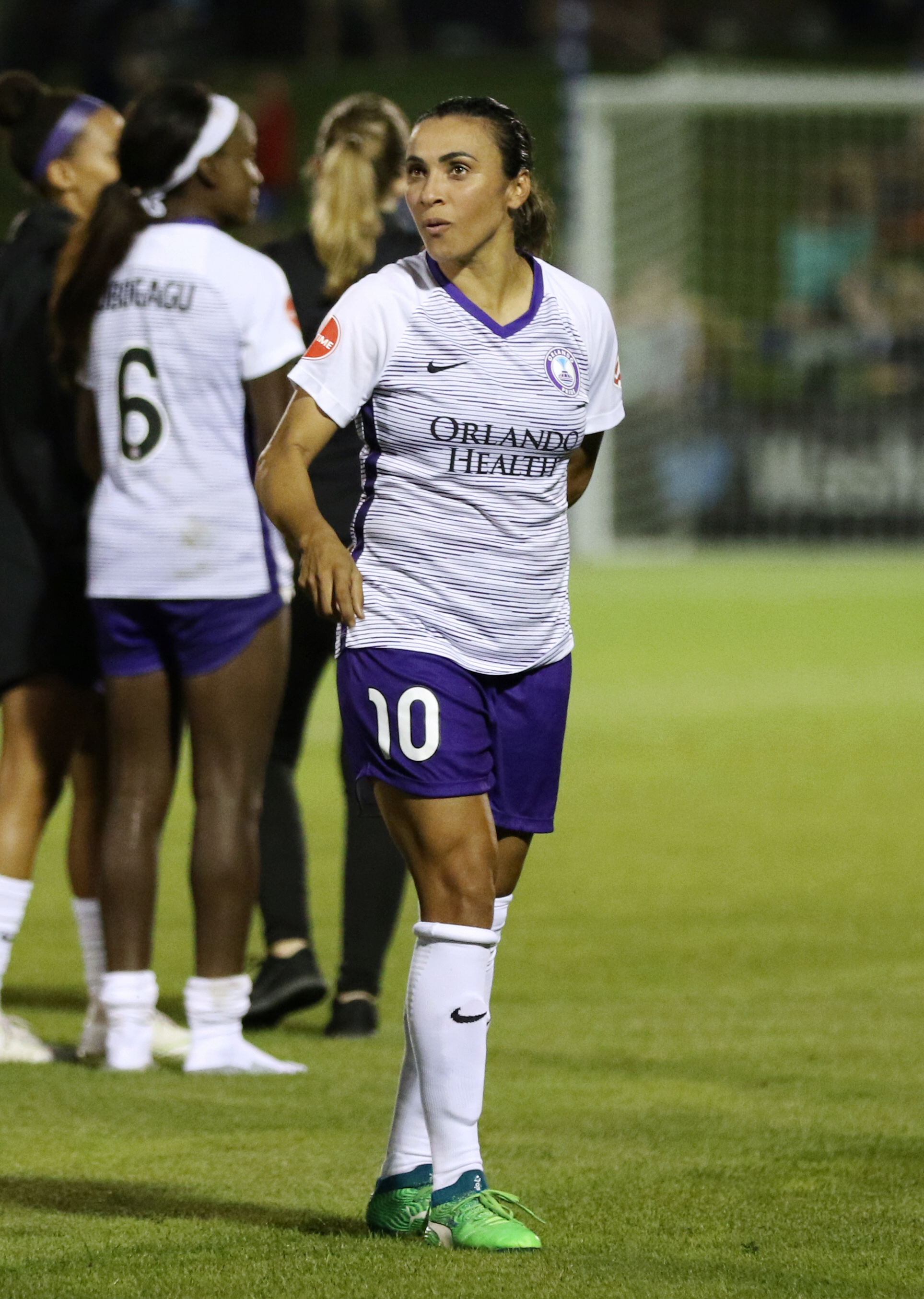
Marta jugando con Orlando Pride en 2018.

### Rosengård
En julio de 2014 firmó un contrato de seis meses con el campeón sueco FC Rosengård. Con el equipo, Marta ganó la Damallsvenskan en 2014 y 2015, la Copa de Suecia en 2016 y la Supercopa de Suecia en 2015 y 2016.

### Orlando Pride
Después de que Rosengård perdiera ante el Barcelona en los cuartos de final de la Liga de Campeones,Marta se unió al Orlando Pride en una transferencia gratuita de Rosengård, que acordó rescindir su contrato. Su nuevo contrato con el Pride fue por dos años con opción a un tercero. En su primer año con el club estadounidense, terminó segunda en la liga tanto en goles como en asistencias y fue elegida como Jugadora Más Valiosa por sus compañeras de equipo. El Pride terminó la temporada 2017 en tercer lugar consiguiendo su primera clasificación a los playoffs donde perdieron en las semifinales ante el Portland Thorns por 4-1.  
De cara a la temporada 2022, Marta fue nombrada capitana tras la salida de Ashlyn Harris fuera de temporada. Sufrió una rotura del ligamento cruzado anterior de la rodilla izquierda el 26 de marzo durante el segundo juego de la Copa Desafío NWSL 2022 y fue incluida en la lista de lesionados de final de temporada del club después de la cirugía. El 2 de octubre de 2023, Marta se convirtió en la primera jugadora en alcanzar los 100 partidos con el Pride en la victoria por 1-0 sobre el Angel City FC.
En el primer partido en casa de la temporada 2024, anotó el gol del empate en el minuto 88 del empate 1-1 con Angel City.  En el partido de visitante contra Utah Royals, anotó en el minuto 68 de la victoria por 1-0 y marcó el gol número 200 de Orlando Pride.  Marta ganó los primeros títulos de la NWSL de su carrera con Orlando Pride en 2024, consiguiendo el NWSL Shield durante la temporada regular y luego el NWSL Championship con una victoria por 1-0 sobre Washington Spirit, el 23 de noviembre de 2024.
De cara a la temporada 2025, Marta firmó un nuevo contrato de dos años con Orlando el 9 de enero.

## Selección nacional

### Selección brasileña

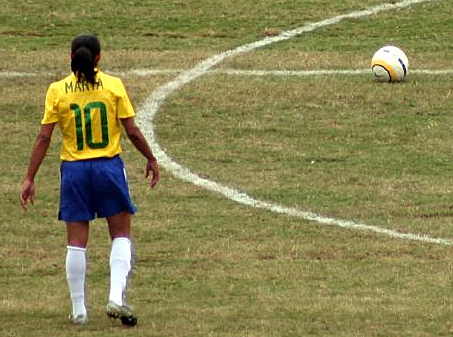
Marta jugando la final de Los Juegos Panamericanos 2007 con la selección femenina de Brasil

Conquistó con la selección femenina de fútbol de Brasil la medalla de oro en los Juegos Panamericanos de 2003 realizados en Santo Domingo y la medalla de plata en los Juegos Olímpicos de Atenas 2004. Conquistó, juntamente con la selección brasileña, el campeonato del torneo de fútbol de los Juegos Panamericanos de 2007, lidiando a las goleadoras de la competición con 12 goles.
Después de los Juegos Pan-americanos de 2007, Marta fue comparada al gran jugador Pelé, siendo llamada por él mismo como "Pelé de Falda". Marta declaró que se emocionó al saber que el mejor de todos los tiempos acompañó a la selección femenina.
Además de esto, entró en la acera de fama del Estadio Maracaná, siendo la primera y, hasta ahora, la única mujer en dejar la marca de sus píes en este local.
El 27 de septiembre de 2007, durante el partido de semifinal en la Copa Mundial Femenina de Fútbol de 2007, realizada en la República Popular China, contra los Estados Unidos, marcó el gol que  ayudó a la Brasil a llegar por primera vez en su historia a la final de esa competición. 
Brasil quedó en 2.º lugar y Marta fue escogida la mejor jugadora de la Copa, recibiendo el premio Pelota de Oro y también fue la máxima goleadora de la competición con 7 goles.[cita requerida]

### Participaciones en Copas del Mundo
| Mundial                               | Sede                      | Resultado        | Partidos | Goles |
| ------------------------------------- | ------------------------- | ---------------- | -------- | ----- |
| Copa Mundial de Fútbol Sub-19 de 2002 | Canadá                    | Cuarto puesto    | 6        | 6     |
| Copa Mundial de Fútbol de 2003        | Estados Unidos            | Cuartos de final | 4        | 3     |
| Copa Mundial de Fútbol Sub-19 de 2004 | Tailandia                 | Cuarto lugar     | 6        | 3     |
| Copa Mundial de Fútbol de 2007        | China                     | Subcampeón       | 6        | 7     |
| Copa Mundial de Fútbol de 2011        | Alemania                  | Cuartos de final | 4        | 4     |
| Copa Mundial de Fútbol de 2015        | Canadá                    | Octavos de final | 3        | 1     |
| Copa Mundial de Fútbol de 2019        | Francia                   | Octavos de final | 3        | 2     |
| Copa Mundial de Fútbol de 2023        | Australia / Nueva Zelanda | Fase de grupos   | 3        | 0     |

### Participaciones en Juegos Olímpicos
| Juegos                   | Sede           | Resultado        | Partidos | Goles |
| ------------------------ | -------------- | ---------------- | -------- | ----- |
| Juegos Olímpicos de 2004 | Atenas         | Medalla de plata | 6        | 3     |
| Juegos Olímpicos de 2008 | Pekín          | Medalla de plata | 6        | 3     |
| Juegos Olímpicos de 2012 | Londres        | Cuartos de final | 4        | 2     |
| Juegos Olímpicos de 2016 | Río de Janeiro | Cuarto lugar     | 5        | 2     |
| Juegos Olímpicos de 2020 | Tokio          | Cuartos de final | 4        | 3     |
| Juegos Olímpicos de 2024 | París          | Medalla de plata | 2        | 0     |

## Estilo de juego

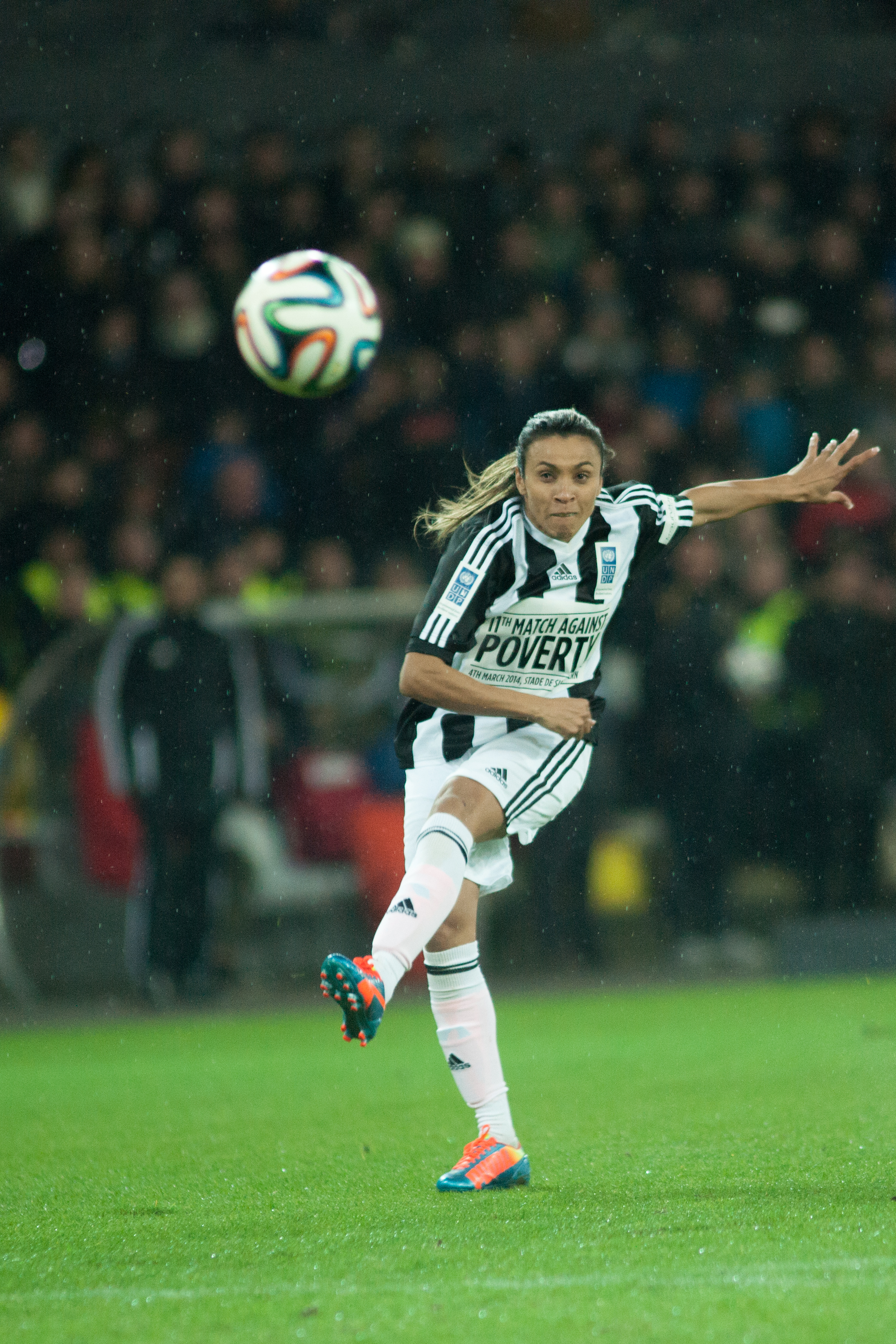
Marta jugando en el Partido Contra la Pobreza en marzo de 2014

Marta, una jugadora pequeña, rápida, pero robusta y tenaz, considerada por muchos en este deporte como la mejor futbolista femenina de todos los tiempos, es conocida por su estilo, sus pies rápidos y su excepcional habilidad con el balón, lo que ha le valió comparaciones con Ronaldinho, Romário, y también con Pelé, quien él mismo la apodó como Pelé con faldas.
Además de su visión y habilidades técnicas, también es conocida por su ritmo al driblar a gran velocidad. Es capaz de jugar en varias posiciones ofensivas: comenzó su carrera en un rol de centrocampista ofensivo como un clásico número 10, aunque luego fue desplegada en un rol más avanzado, tanto como delantera de apoyo y como delantera principal o incluso en banda, posición que le permite cortar por el medio y disparar a portería con su pie izquierdo más fuerte.
Aunque es principalmente conocida por su creatividad, creación de oportunidades y capacidad para enfrentarse a sus compañeros de equipo como creadora de juego avanzada. Es una goleadora prolífica, reconocida por su habilidad de ataque. también es precisa en los penales y las jugadas a balón parado. Además de sus capacidades futbolísticas, también ha destacado por su liderazgo.

## Vida personal
Marta tiene tres hermanos, José, Valdir y Angela. Sus padres son Aldário y Tereza. Su padre dejó a la familia cuando Marta era una bebé. El 11 de octubre de 2010, fue nombrada embajadora de buena voluntad de la ONU. Marta habla con fluidez portugués, sueco e inglés. Es católica y afirma que Dios es muy importante para ella, aunque no va a la iglesia con frecuencia.
En 2016, fue incluida como una de las 100 mujeres de la BBC.
El 14 de marzo de 2017, Marta se convirtió en ciudadana sueca pero declaró que mantendrá su ciudadanía brasileña.
En enero de 2021, después de varios años de noviazgo, Marta anunció su compromiso con Toni Pressley, su compañera de equipo en Orlando Pride. Obtuvo la tarjeta verde de EE. UU. en febrero de 2021, lo cual le otorgó la residencia permanente y también la calificó como jugadora nacional de la NWSL.

## Estadísticas

### Clubes
| Club                   | País           | Año       | Partidos | Goles |
| ---------------------- | -------------- | --------- | -------- | ----- |
| Vasco da Gama          | Brasil         | 2000-2002 | -        | -     |
| Santa Cruz             | Brasil         | 2002-2004 | -        | -     |
| Umeå IK                | Suecia         | 2004-2008 | -        | -     |
| Los Angeles Sol        | Estados Unidos | 2008-2009 | 20       | 10    |
| Santos                 | Brasil         | 2009-2010 | 13       | 25    |
| FC Gold Pride          | Estados Unidos | 2010      | 25       | 20    |
| Santos                 | Brasil         | 2011      | 4        | 2     |
| Western NY Flash       | Estados Unidos | 2011-2012 | 15       | 10    |
| Tyresö FF              | Suecia         | 2012-2014 | 52       | 40    |
| Fotboll Club Rosengård | Suecia         | 2014-2017 | 81       | 42    |
| Orlando Pride          | Estados Unidos | 2017-2023 | 124      | 40    |

### Goles por la selección
Actualizado de acuerdo al último partido jugado el 2 de agosto de 2025. 
| Año   | Goles |
| ----- | ----- |
| 2003  | 11    |
| 2004  | 4     |
| 2005  | 0     |
| 2006  | 0     |
| 2007  | 19    |
| 2008  | 4     |
| 2009  | 7     |
| 2010  | 16    |
| 2011  | 6     |
| 2012  | 3     |
| 2013  | 3     |
| 2014  | 3     |
| 2015  | 12    |
| 2016  | 6     |
| 2017  | 8     |
| 2018  | 2     |
| 2019  | 3     |
| 2020  | 1     |
| 2021  | 5     |
| 2022  | 2     |
| 2023  | 1     |
| 2024  | 3     |
| 2025  | 3     |
| Total | 122   |

## Palmarés

### Torneos nacionales
| Título                         | Club                   | País           | Año  |
| ------------------------------ | ---------------------- | -------------- | ---- |
| Série A Sub-19                 | Vasco da Gama          | Brasil         | 2001 |
| Damallsvenskan                 | Umeå IK                | Suecia         | 2005 |
| Damallsvenskan                 | Umeå IK                | Suecia         | 2006 |
| Damallsvenskan                 | Umeå IK                | Suecia         | 2007 |
| Copa de Suecia                 | Umeå IK                | Suecia         | 2007 |
| Supercopa                      | Umeå IK                | Suecia         | 2007 |
| Damallsvenskan                 | Umeå IK                | Suecia         | 2008 |
| Supercopa                      | Umeå IK                | Suecia         | 2008 |
| Copa de Brasil                 | Santos Futebol Clube   | Brasil         | 2009 |
| WPSoccer                       | FC Gold Pride          | Estados Unidos | 2010 |
| WPSoccer                       | Western NY Flash       | Estados Unidos | 2011 |
| Damallsvenskan                 | Tyresö FF              | Suecia         | 2012 |
| Damallsvenskan                 | Fotboll Club Rosengård | Suecia         | 2014 |
| Supercopa                      | Fotboll Club Rosengård | Suecia         | 2015 |
| Damallsvenskan                 | Fotboll Club Rosengård | Suecia         | 2015 |
| Copa de Suecia                 | Fotboll Club Rosengård | Suecia         | 2016 |
| Supercopa                      | Fotboll Club Rosengård | Suecia         | 2016 |
| NWSL Shield                    | Orlando Pride          | Estados Unidos | 2024 |
| National Women's Soccer League | Orlando Pride          | Estados Unidos | 2024 |

### Torneos internacionales
| Título                                     | Equipo               | Sede               | Año     |
| ------------------------------------------ | -------------------- | ------------------ | ------- |
| Copa América                               | Selección de Brasil  | Lima               | 2003    |
| Medalla de oro en los Juegos Panamericanos | Selección de Brasil  | Santo Domingo      | 2003    |
| Liga de Campeones Femenina de la UEFA      | Umeå IK              | Fráncfort del Meno | 2003-04 |
| Medalla de plata en los Juegos Olímpicos   | Selección de Brasil  | Atenas             | 2004    |
| Medalla de oro en los Juegos Panamericanos | Selección de Brasil  | Río de Janeiro     | 2007    |
| Medalla de plata en los Juegos Olímpicos   | Selección de Brasil  | Beijing            | 2008    |
| Copa Libertadores de América               | Santos Futebol Clube | Santos             | 2009    |
| Copa América                               | Selección de Brasil  | Quito              | 2010    |
| Copa América                               | Selección de Brasil  | La Serena          | 2018    |
| Medalla de plata en los Juegos Olímpicos   | Selección de Brasil  | Paris              | 2024    |
| Copa América                               | Selección de Brasil  | Ecuador            | 2025    |

### Distinciones individuales
- 5 Jugador Mundial de la FIFA : 2006, 2007, 2008, 2009 y 2010.
- Segundo puesto como Jugador Mundial de la FIFA: 2005.
- Tercer puesto como Jugador Mundial de la FIFA: 2004.
- 1 FIFA Balón de Oro: 2010.
- 1 Balón de Oro de la Copa Libertadores de Fútbol Femenino: 2009.
- 4 veces Máxima goleadora de la Damallsvenskan: 2004, 2005, 2006, 2008.
- 2 veces Mejor delantera de la Damallsvenskan: 2007, 2008.
- 1 Balón de Oro de la Copa del Mundo sub-20: 2004.
- 1 Balón de Oro de la Copa del Mundo de la FIFA: 2007.
- 1 Bota de Oro de la Copa del Mundo de la FIFA: 2007.
- 2 MVP de la Women's Professional Soccer: 2009 , 2010.
- 2 Botas de Oro de la Women's Professional Soccer: 2009 , 2010.
- 1 vez Máxima goleadora del Sudamericano Femenino: 2010.
- 1 FIFA The Best a Mejor Jugadora de la Temporada: 2018.
- Trofeo Marta 2024